# Джордан, Томас
Томас Джордан (англ. Thomas Jordan, 30 сентября 1819 — 27 ноября 1895) — американский военный, участник Мексиканской войны, бригадный генерал армии Конфедерации во время Гражданской войны и генерал кубинской армии во время Десятилетней войны на Кубе.

## Ранние годы
Томас Джордан родился в 1819 году в Лурэй-Вэлли, округ Пейдж штата Виргиния. В 1836 году он поступил в военную академию Вест-Пойнт и окончил её 41-м по успеваемости в выпуске 1840 года.
Джордан получил временное звание второго лейтенанта, и был направлен в 5-й пехотный полк, но уже 1 декабря 1840 года был переведен в 3-й пехотный полк. Он служил в Форт-Снеллинге, штат Миннесота, принимал участие во второй Семинольской войне, был среди тех, кто пленил вождя «Тигровый хвост» возле Седар-Кис в ноябре 1842 года. Затем служил на Западном фронтире, в 1846 году получил звание первого лейтенанта. Во время американо-мексиканской войны принимал участие в битве при Пало-Альто и битве у русла де-ла-Пальмы. В 1847 году получил звание капитана и стал служить квартирмейстером; по окончании войны ещё в течение года оставался в Веракрусе на административной должности.

## Гражданская война
С 1860 года Томас Джордан начал организовывать шпионскую сеть в Вашингтоне (округ Колумбия), которая была приведена в действие с началом гражданской войны. 22 мая 1861 года Томас Джордан покинул армию США и вступил в армию КША. Уже в июне 1861 года он стал подполковником и офицером штаба, а во время первого сражения при Булл-Ран был уже полковником и начальником штаба генерала Пьера Борегара. Затем он вместе с Борегаром отправился на Западный ТВД, организовывал передачу приказаний во время сражения при Шайло. За действия при Шайло 14 апреля 1862 года был произведён в бригадные генералы, впоследствии был начальником штаба генерала Брэкстона Брэгга во время Кентуккийской кампании. В мае 1864 года был назначен командующим 3-го военного округа в Южной Каролине.

## Послевоенная деятельность
После окончания гражданской войны поселился в штате Теннесси, опубликовал в «Harper’s Magazine» критический обзор действий конфедератов во время войны. В 1866 году стал одним из редакторов газеты «Memphis Appeal». В 1868 году вместе с Джоном Бенджамином Приором опубликовал книгу «The Campaigns of Lieutenant-General Forrest».

## Десятилетняя война
В том же году началась первая война за независимость Кубы, и Томас Джордан стал начальником штаба кубинской повстанческой армии. В мае 1869 года он в этом качестве высадился в Маяри, имея с собой 300 человек, а также оружие, боеприпасы и предметы снабжения ещё для 6.000 человек, которых он надеялся найти на месте. В декабре 1869 года Томас Джордан был поставлен во главе кубинской повстанческой армии. В январе 1870 года он одержал победу при Гуаймаро, однако месяц спустя ушёл в отставку, так как не имел возможности нормально снабжать свои войска.
По возвращении в США Томас Джордан поселился в Нью-Йорке, написал ряд статей о Гражданской войне, стал редактором «Mining Record».